# Shuggie Otis

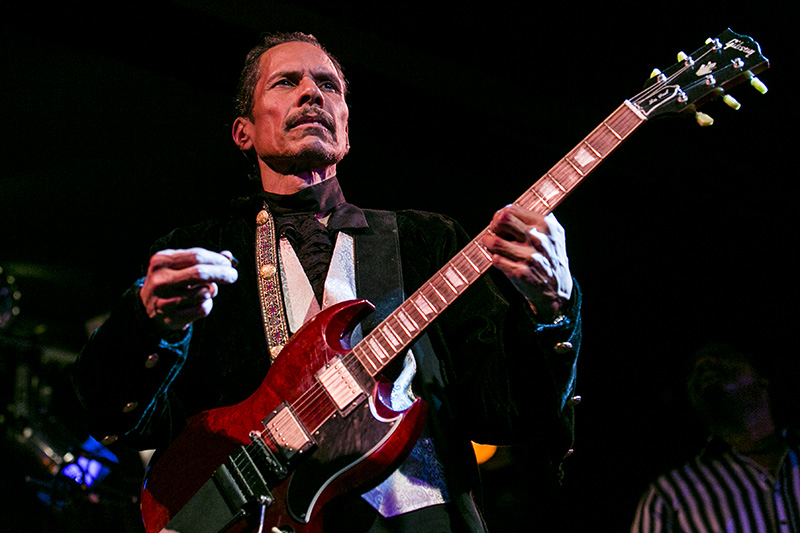
Shuggie Otis under en konsert i New York 2013.

Shuggie Otis, född Johnny Alexander Veliotes Jr den 30 november 1953 i Los Angeles i Kalifornien, är en amerikansk musiker, bland annat singer-songwriter och multiinstrumentalist. Han har verkat inom flera olika genrer, bland annat psykedelisk soul och bluesrock. Han har samarbetat med bland andra fadern Johnny Otis, Al Kooper, Frank Zappa och The Brothers Johnson.

## Diskografi
Solostudioalbum
- 1969 – Here Comes Shuggie Otis (Epic Records)
- 1971 – Freedom Flight (Epic Records)
- 1974 – Inspiration Information (Epic Records)